# رسالة في الطبيعة البشرية
رسالة في الطبيعة البشرية (1739–1740) كتاب للفيلسوف الإسكتلندي ديفيد هيوم، يعتبره الكثيرون أهم أعمال هيوم وواحد من أكثر الأعمال تأثيراً في تاريخ الفلسفة.
الأطروحة هي بيان كلاسيكي للتجربة الفلسفية، والشك، والطبيعية. في المقدمة، يقدم هيوم فكرة وضع كل العلوم والفلسفة على أساس جديد: أي التحقيق التجريبي في الطبيعة البشرية.
متأثراً بإنجازات إسحاق نيوتن في العلوم الفيزيائية، سعى هيوم إلى إدخال نفس الطريقة التجريبية في التفكير في دراسة علم النفس البشري، بهدف اكتشاف «مدى وقوة الفهم البشري».
ضد العقلانيين الفلسفيين، يجادل هيوم بأن العواطف، وليس العقل، تحكم السلوك البشري. يقدم مشكلة الاستقراء الشهيرة، بحجة أن المنطق الاستقرائي ومعتقداتنا بشأن السبب والنتيجة لا يمكن تبريرها بالعقل؛ وبدلاً من ذلك، فإن إيماننا بالتحريض والسببية هو نتيجة للعادات العقلية والعرف.
يدافع هيوم عن رواية عاطفية للأخلاق، بحجة أن الأخلاق تقوم على المشاعر والعواطف بدلاً من العقل، وتعلن بشكل مشهور أن: «العقل هو، ويجب أن يكون فقط عبدًا للعواطف». يقدم هيوم أيضًا نظرية متشككة حول الهوية الشخصية وسردًا توافقيًا للإرادة الحرة.

كتب الفلاسفة المعاصرون عن هيوم أنه «لم يؤثر أي إنسان في تاريخ الفلسفة بدرجة أعمق أو أكثر إزعاجًا»، وأن أطروحة هيوم هي «الوثيقة التأسيسية للعلوم المعرفية» و «أهم عمل فلسفي مكتوب باللغة الإنجليزية». ومع ذلك، لم يوافق الجمهور في بريطانيا في ذلك الوقت، ولم يوافق هيوم نفسه في النهاية، وأعاد صياغة المادة في تحقيق حول الفهم البشري (1748) واستعلام عن مبادئ الأخلاق (1751). كتب هيوم في مقدمة المؤلف للأول: 
تم نشر معظم المبادئ والاستدلالات الواردة في هذا المجلد في عمل في ثلاثة مجلدات، بعنوان أطروحة الطبيعة البشرية: عمل كان المؤلف قد عرضه قبل مغادرته الكلية، والذي كتبه ونشره بفترة قصيرة بعد. لكنه لم يجده ناجحًا، فقد كان مدركًا لخطأه في الذهاب إلى الصحافة مبكرًا جدًا، وقام بإعادة طرح الكل مرة أخرى في المقاطع التالية، حيث يتم تصحيح بعض الإهمال في منطقه السابق والمزيد في التعبير، كما يأمل. ومع ذلك، فإن العديد من الكتاب الذين كرموا فلسفة المؤلف بالإجابات، حرصوا على توجيه كل بطارياتهم ضد هذا العمل الأحداث، الذي لم يعترف به المؤلف أبدًا، وأثروا على الانتصار في أي مزايا، كانوا يتصورون أنهم حصلوا عليها. : ممارسة تتعارض تمامًا مع جميع قواعد الصراحة والتعامل العادل، ومثال قوي لتلك الحيل الجدلية التي يعتقد المتحمسون المتعصبون أنه مخول بتوظيفها. من الآن فصاعدًا، يرغب المؤلف في اعتبار القطع التالية وحدها تحتوي على مشاعره ومبادئه الفلسفية. 
وعن استفسار عن مبادئ الأخلاق قال هيوم: «من بين كل كتاباتي التاريخية والفلسفية والأدبية أفضلها بما لا يقاس».

## المحتوى

### المقدمة
تقدم مقدمة هيوم فكرة وضع كل العلوم والفلسفة على أساس جديد: أي تحقيق تجريبي في علم النفس البشري. يبدأ بالإقرار «بأن التحيز المشترك ضد الاستدلالات الميتافيزيقية [أي حجة معقدة وصعبة]»، وهو تحيز نشأ كرد فعل على «الوضع الحالي غير الكامل للعلوم» (بما في ذلك الخلافات العلمية التي لا نهاية لها والتأثير المفرط لـ «البلاغة» على السبب). ولكن بما أن الحقيقة «يجب أن تكون عميقة ومذهلة للغاية» حيث لم يجدها «العباقرة العظماء»، فلا تزال هناك حاجة إلى التفكير الدقيق. يتابع هيوم أن جميع العلوم تعتمد في النهاية على «علم الإنسان»: معرفة «مدى وقوة الفهم البشري... طبيعة الأفكار التي نستخدمها، و... العمليات التي نقوم بها في تفكيرنا» هناك حاجة لتحقيق تقدم فكري حقيقي. لذلك يأمل هيوم «في شرح مبادئ الطبيعة البشرية»، وبالتالي «يقترح نظامًا كاملاً للعلوم، مبنيًا على أساس جديد تمامًا تقريبًا، وهو الوحيد الذي يمكنهم الوقوف عليه بأمان». لكن علم النفس البدائي سيكون ميؤوسًا منه: يجب متابعة علم الإنسان من خلال الأساليب التجريبية للعلوم الطبيعية. هذا يعني أننا يجب أن نكتفي بالتعميمات التجريبية المؤكدة جيدًا، ونجهل إلى الأبد «الصفات الأصلية النهائية للطبيعة البشرية». وفي غياب التجارب المضبوطة، يُترك لنا «استخلاص تجاربنا في هذا العلم من الملاحظة الحذرة للحياة البشرية، ونأخذها كما تظهر في المسار العام للعالم، من خلال سلوك الرجال في الشركة، في الشؤون وفي ملذاتهم».

### الكتاب الأول: عن الفهم

#### الجزء الأول: عن الأفكار، أصلها، تكوينها، ارتباطها، تجريدها.
يبدأ هيوم بالقول إن كل فكرة بسيطة مشتقة من انطباع بسيط، بحيث تكون جميع أفكارنا مستمدة في النهاية من التجربة: وهكذا يقبل هيوم المفهوم التجريبي ويرفض الأفكار الفكرية والفطرية البحتة الموجودة في الفلسفة العقلانية. تعتمد عقيدة هيوم على فرقتين مهمتين: بين الانطباعات (التصورات القوية الموجودة في التجربة، «كل أحاسيسنا وعواطفنا وعواطفنا») والأفكار (الإدراك الخافت الموجود في «التفكير والمنطق»)، وبين التصورات المعقدة (التي يمكن أن يمكن تمييزها إلى أجزاء أبسط) وتصورات بسيطة. يقر بأن أفكارنا المعقدة قد لا تتوافق بشكل مباشر مع أي شيء في التجربة (على سبيل المثال، يمكننا تشكيل فكرة معقدة عن مدينة سماوية). لكن كل فكرة بسيطة (على سبيل المثال، عن اللون الأحمر) تتوافق بشكل مباشر مع انطباع بسيط يشبهها - وتشير هذه المراسلات المنتظمة إلى أن الاثنين مرتبطان سببيًا. نظرًا لأن الانطباعات البسيطة تأتي قبل الأفكار البسيطة، وبما أن أولئك الذين ليس لديهم حواس فاعلة (مثل العمى) ينتهي بهم الأمر إلى الافتقار إلى الأفكار المقابلة، يستنتج هيوم أن الأفكار البسيطة يجب أن تكون مستمدة من انطباعات بسيطة. ومن المعروف أن هيوم يدرس ويرفض النموذج المضاد «الظل المفقود للأزرق».
بعد فحص الانطباعات بإيجاز، يميز هيوم بين انطباعات الإحساس (الموجودة في تجربة الحس) وانطباعات الانعكاس (الموجودة أساسًا في التجربة العاطفية)، فقط لتنحى جانبًا أي مناقشة أخرى لمعالجة الكتاب الثاني للعواطف. بالعودة إلى الأفكار، وجد هيوم اختلافين رئيسيين بين أفكار الذاكرة وأفكار الخيال: الأولى أقوى من الثانية، وبينما تحافظ الذاكرة على "ترتيب وموقع" الانطباعات الأصلية، فإن الخيال حر في افصل وأعد ترتيب كل الأفكار البسيطة إلى أفكار معقدة جديدة. لكن بالرغم من هذه الحرية، لا يزال الخيال يميل إلى اتباع المبادئ النفسية العامة وهو ينتقل من فكرة إلى أخرى: هذا هو "ترابط الأفكار". هنا يجد هيوم ثلاث "علاقات طبيعية" توجه الخيال: التشابه، والتواصل، والسببية. لكن الخيال يظل حراً في مقارنة الأفكار على طول أي من "العلاقات الفلسفية" السبعة: التشابه، والهوية، والمكان / الزمان، والكم / العدد، والنوعية / الدرجة، والتناقض، والسببية. أنهى هيوم هذه المناقشة للأفكار المعقدة بتفسير متشكك لأفكارنا عن المواد والأنماط: على الرغم من أن كليهما ليس أكثر من مجموعات من الأفكار البسيطة المرتبطة معًا بالخيال، فإن فكرة المادة تتضمن أيضًا إسناد "شيء غير معروف ملفق" التي من المفترض أن تتوطد فيها [الصفات الخاصة] "أو يجب اكتشاف بعض العلاقات المتجاورة أو السببية التي تربط الصفات معًا وتناسبها لتلقي صفات جديدة.
أنهى هيوم الجزء الأول بالقول (متبعًا لبيركلي) أن ما يسمى بـ «الأفكار المجردة» هي في الواقع أفكار معينة فقط مستخدمة بشكل عام. أولاً، يقدم حجة من ثلاث نقاط ضد الأفكار غير المحددة للكمية أو الجودة، ويصر على استحالة التمييز أو التمييز بين طول الخط من الخط نفسه، والاشتقاق النهائي لجميع الأفكار من الانطباعات المحددة بالكامل، واستحالة الأشياء غير المحددة في الواقع ومن ثم في الفكرة أيضًا. ثانيًا، يقدم وصفًا إيجابيًا لكيفية عمل الفكر المجرد فعليًا: بمجرد اعتيادنا على استخدام المصطلح نفسه لعدد من العناصر المتشابهة، فإن سماع هذا المصطلح العام سوف يستدعي فكرة معينة وينشط العرف المرتبط بها، والتي تتخلص من الخيال. لاستدعاء أي أفكار معينة مشابهة حسب الحاجة. وهكذا فإن المصطلح العام «المثلث» يستدعي فكرة عن مثلث معين وينشط العرف الذي يتخلص من الخيال لاستدعاء أي أفكار أخرى لمثلثات معينة. أخيرًا، يستخدم هيوم هذا الحساب لشرح ما يسمى ب «تمييز العقل» (على سبيل المثال، التمييز بين حركة الجسم والجسد نفسه). يجادل هيوم على الرغم من أن مثل هذه الفروق مستحيلة تمامًا، إلا أننا نحقق نفس التأثير من خلال ملاحظة نقاط التشابه المختلفة بين الكائنات المختلفة.

#### الجزء الثاني: عن أفكار الزمان والمكان
يتميز «نظام هيوم المتعلق بالمكان والزمان» بمذهبين رئيسيين: العقيدة النهائية القائلة بأن المكان والزمان ليسا قابلين للقسمة بلا حدود، والعقيدة القبلية التي تنص على أنه لا يمكن تصور المكان والزمان بمعزل عن الأشياء. يبدأ هيوم بالقول إنه نظرًا لأن «قدرة العقل محدودة»، يجب أن يصل خيالنا وحواسنا في النهاية إلى الحد الأدنى: الأفكار والانطباعات دقيقة جدًا بحيث تكون غير قابلة للتجزئة. وبما أنه لا شيء يمكن أن يكون أكثر دقة، فإن أفكارنا غير القابلة للتجزئة هي «تمثيلات كافية لأجزاء دقيقة من الامتداد [المكاني]». عند النظر في هذه «الأفكار الواضحة»، يقدم هيوم بعض الحجج لإثبات أن المكان والزمان ليسا قابلين للقسمة بلا حدود، ولكنهما يتألفان من نقاط غير قابلة للتجزئة. من وجهة نظره، فإن فكرة الفضاء مستخرجة من تجربتنا الحسية (ترتيبات النقاط الملونة أو الملموسة)، وفكرة الوقت من التعاقب المتغير لإدراكنا. وهذا يعني أنه لا يمكن تصور المكان والزمان بمفردهما، بصرف النظر عن الأشياء المرتبة في الفضاء أو التغيير عبر الزمن. وبالتالي ليس لدينا أي فكرة عن المكان والزمان المطلقين، بحيث يتم استبعاد الفراغات والوقت دون تغيير.
ثم يدافع هيوم عن نظريته ضد الاعتراضات. في الدفاع عن نهايته ضد الاعتراضات الرياضية، يجادل بأن تعريفات الهندسة تدعم بالفعل روايته. ثم يجادل بأنه نظرًا لأن الأفكار الهندسية المهمة (المساواة، الاستقامة، التسطيح) لا تحتوي على أي معيار دقيق وعملي يتجاوز الملاحظة المشتركة، والقياسات التصحيحية، والمعايير «التخيلية» التي نميل بشكل طبيعي إلى تصنيعها، فإن ذلك يترتب على ذلك أن الشكل الهندسي الدقيق للغاية لا يمكن الوثوق بمظاهرات القسمة اللانهائية. بعد ذلك، يدافع هيوم عن مذهبه القائم على العلاقات، ويفحص بشكل نقدي الفكرة المزعومة للفراغ. لا يمكن اشتقاق مثل هذه الفكرة من تجربتنا للظلام أو الحركة (بمفردها أو مصحوبة بأشياء مرئية أو ملموسة)، لكن هذه التجربة بالفعل هي التي تفسر سبب اعتقادنا خطأً أن لدينا الفكرة: وفقًا لهيوم، نحن نخلط بين فكرة كائنات بعيدة مفصولة بأشياء أخرى مرئية أو ملموسة بفكرة مشابهة جدًا لكائنين مفصولين بمسافة غير مرئية وغير ملموسة. مع وجود هذا التشخيص في متناول اليد، يرد على ثلاثة اعتراضات من المعسكر الفراغي - مضيفًا في ملاحظة متشككة أن «نيته لم تكن أبدًا هي اختراق طبيعة الجثث، أو شرح الأسباب السرية لعملياتهم»، ولكن فقط «لتوضيح طبيعة وأسباب تصوراتنا أو انطباعاتنا وأفكارنا».
في القسم الأخير، يشرح هيوم أفكارنا عن الوجود والوجود الخارجي. أولاً، يجادل بأنه لا يوجد انطباع مميز يمكن من خلاله اشتقاق فكرة الوجود. بدلاً من ذلك، هذه الفكرة ليست أكثر من فكرة عن أي كائن، لذا فإن التفكير في شيء ما والتفكير فيه على أنه موجود هما نفس الشيء. بعد ذلك، يجادل بأنه لا يمكننا تصور أي شيء يتجاوز تصوراتنا ؛ وبالتالي فإن تصورنا لوجود الأشياء الخارجية هو على الأكثر «فكرة نسبية».

#### الجزء الثالث: عن المعرفة والاحتمالات

##### الأقسام 1-3
يتذكر هيوم العلاقات الفلسفية السبعة، ويقسمها إلى فئتين: أربعة يمكن أن تعطينا «المعرفة واليقين»، وثلاثة لا تستطيع ذلك. (يظهر هذا التقسيم مجددًا في استعلام هيوم الأول على أنه «علاقات أفكار» و «مسائل واقعية»، على التوالي.) أما بالنسبة للعلاقات الأربع، كما يشير، يمكن للجميع إنتاج المعرفة عن طريق الحدس: الاعتراف الفوري بالعلاقة (على سبيل المثال، فكرة واحدة أكثر إشراقًا في اللون من الأخرى). ولكن مع واحدة من الأربعة، «النسب في الكمية أو العدد»، فإننا نحقق المعرفة بشكل عام عن طريق البرهان: التفكير الاستدلالي خطوة بخطوة (على سبيل المثال، البراهين في الهندسة). يقدم هيوم ملاحظتين حول التفكير التوضيحي في الرياضيات: أن الهندسة ليست دقيقة مثل الجبر (رغم أنها لا تزال موثوقة بشكل عام)، وأن الأفكار الرياضية ليست «تصورات روحية ومعدلة»، ولكنها بدلاً من ذلك مستنسخة من الانطباعات.
أما بالنسبة للعلاقات الثلاث الأخرى، فإن اثنتين منها (الهوية والمكان / الزمان) هي ببساطة مسألة إدراك حسي مباشر (على سبيل المثال ، كائن بجانب آخر). لكن مع العلاقة الأخيرة ، السببية ، يمكننا تجاوز الحواس ، عن طريق شكل من أشكال التفكير الاستنتاجي يسميه التفكير المحتمل. هنا يشرع هيوم في فحصه المشهور للسببية ، بدءًا من السؤال من أي انطباع نستمد فكرتنا عن السببية؟ كل ما يمكن ملاحظته في حالة واحدة من السبب والنتيجة هما علاقتان: التواصل في المكان والأولوية في الوقت. لكن هيوم يصر على أن فكرتنا عن السببية تتضمن أيضًا ارتباطًا ضروريًا غامضًا يربط السبب بالنتيجة. يضع هيوم فكرة الارتباط الضروري في الانتظار ويفحص سؤالين مرتبطين: لماذا نقبل المثل القائل «كل ما يبدأ في الوجود يجب أن يكون له سبب»؟ وكيف تعمل العملية النفسية للتفكير المحتمل؟ في معرض الإجابة على السؤال الأول ، يجادل هيوم بأن المبدأ لا يقوم على الحدس أو البرهان (بحجة أنه يمكننا على الأقل تصور أن الأشياء تبدأ في الوجود بدون سبب)، ثم يدحض أربعة مظاهرات مزعومة للمبدأ. ويخلص إلى أن قبولنا لهذا المبدأ يجب أن يكون مستمدًا بطريقة ما «من الملاحظة والخبرة»، وبالتالي ينتقل إلى السؤال الثاني.

##### الأقسام 4-8
يطور هيوم حسابًا نفسيًا مفصلاً من ثلاث مراحل لكيفية عمل التفكير المحتمل (أي ، كيف يعمل «الحكم»). أولاً ، يجب أن تقدم لنا حواسنا أو ذاكرتنا شيئًا ما: ثقتنا في هذا الإدراك («موافقتنا») هي ببساطة مسألة قوتها وحيويتها. ثانيًا ، يجب أن نستنتج ، ننتقل من إدراكنا لهذا الكائن إلى فكرة عن كائن آخر: نظرًا لأن الكائنين مختلفان تمامًا عن بعضهما البعض ، يجب أن يعتمد هذا الاستنتاج على التجربة السابقة للكائنين اللذين يتم ملاحظتهما معًا مرارًا وتكرارًا . (يتم تقديم هذا «الارتباط الثابت» على الفور جنبًا إلى جنب مع التواصل والأولوية ، في تفسير هيوم الذي لا يزال قيد التطوير لفكرتنا عن السببية.) ولكن ما هي بالضبط العملية التي نستند بها إلى الخبرة السابقة ونستنتج من الكائن الحالي إلى كائن آخر؟
هنا تنشأ «مشكلة الاستقراء» الشهيرة. يجادل هيوم بأن هذا الاستنتاج المهم للغاية لا يمكن تفسيره من خلال أي عملية تفكير: لا المنطق البرهاني ولا التفكير المحتمل. لا يوجد تفكير برهاني: لا يمكن إثبات أن المستقبل سوف يشبه الماضي ، لأنه «يمكننا على الأقل تصور تغيير في مسار الطبيعة»، حيث يختلف المستقبل بشكل كبير عن الماضي. وليس التفكير المحتمل: هذا النوع من التفكير نفسه يعتمد على الخبرة السابقة ، مما يعني أنه يفترض مسبقًا أن المستقبل سوف يشبه الماضي. بعبارة أخرى ، في شرح كيفية استفادتنا من الخبرة السابقة لعمل استدلالات سببية ، لا يمكننا اللجوء إلى نوع من التفكير الذي يعتمد في حد ذاته على الخبرة السابقة - والتي ستكون حلقة مفرغة لا تصلنا إلى أي مكان.
ويخلص هيوم إلى أن الاستدلال لا يعتمد على المنطق ، بل على ترابط الأفكار: ميلنا النفسي الفطري للتحرك على طول «العلاقات الطبيعية» الثلاثة. تذكر أن أحد العناصر الثلاثة هو السببية: وبالتالي عندما يرتبط جسمان باستمرار في تجربتنا ، فإن ملاحظة أحدهما بشكل طبيعي تقودنا إلى تكوين فكرة عن الآخر. يقودنا هذا إلى المرحلة الثالثة والأخيرة من حساب هيوم ، إيماننا بالكائن الآخر بينما ننتهي من عملية التفكير المحتمل (على سبيل المثال ، رؤية مسارات الذئاب والاستنتاج بثقة أنها كانت بسبب الذئاب). بناءً على اعتقاده ، يكمن الاختلاف الوحيد بين الفكرة المؤمنة والفكرة المصممة فقط في القوة الإضافية للاعتقاد وحيويته. وهناك ميل نفسي عام لأي إدراك حيوي لنقل بعض قوته وحيويته إلى أي تصور آخر مرتبط به بشكل طبيعي (على سبيل المثال ، رؤية «صورة صديق غائب» يجعل فكرتنا عن الصديق أكثر حيوية ، من خلال علاقة التشابه الطبيعية). وبالتالي ، في التفكير المحتمل ، على حساب هيوم ، فإن إدراكنا الحي للشيء الواحد لا يقودنا فقط إلى تشكيل مجرد فكرة عن الشيء الآخر ، بل ينشط هذه الفكرة إلى اعتقاد كامل. (هذه فقط أبسط حالة: يعتزم هيوم أيضًا تفسيره لشرح التفكير المحتمل دون انعكاس واعٍ وكذلك التفكير المحتمل بناءً على ملاحظة واحدة فقط).

##### الأقسام 9-13
يتوقف هيوم الآن مؤقتًا لإجراء فحص أكثر عمومية لعلم نفس المعتقد. والعلقتان الطبيعيتان الأخريان (التشابه والتواصل) «ضعيفتان وغير مؤكدتين» بحيث لا يجلبان الإيمان بمفردهما ، لكن لا يزال بإمكانهما التأثير بشكل كبير: وجودهما يقوي قناعاتنا الموجودة مسبقًا ، ويحيزاننا لصالح الأسباب التي تشبه آثارها ، وغيابها يفسر سبب عدم «الإيمان الحقيقي» بالحياة الآخرة. وبالمثل ، يمكن للأنواع الأخرى من التكييف القائم على العرف (مثل التعلم عن ظهر قلب ، والكذب المتكرر) أن تحفز المعتقدات القوية. بعد ذلك ، يأخذ هيوم في الاعتبار التأثير المتبادل والعواطف والإيمان والخيال. يمكن أن يكون للمعتقدات فقط تأثير تحفيزي: إنها القوة الإضافية وحيوية الاعتقاد (على عكس الفكرة المجردة) التي تجعله «قادرًا على العمل بناءً على الإرادة والعواطف». ونحن بدورنا نميل إلى تفضيل المعتقدات التي تملق شغفنا. وبالمثل ، يجب أن تكون القصة واقعية إلى حد ما أو مألوفة لإرضاء الخيال ، ويمكن أن يؤدي الخيال المفرط إلى الاعتقاد الوهمي. يرى هيوم أن هذه الظواهر المتنوعة تؤكد تفسيره لـ «القوة والحيوية» للاعتقاد. في الواقع ، نحن نمنع أنفسنا «من زيادة إيماننا عند كل زيادة في قوة وحيوية أفكارنا» فقط من خلال التفكير الرصين في تجربة الماضي وتشكيل «قواعد عامة» لأنفسنا.
ثم يفحص هيوم الاستدلال المحتمل في ظل ظروف عدم اليقين التجريبي ، ويميز «البراهين» (الدليل التجريبي القاطع) من مجرد «الاحتمالات» (أقل من الدليل التجريبي القاطع). بداية بجزء موجز عن «احتمالية الفرص»، يعطي مثالاً على شكل نرد سداسي الأضلاع ، وتم وضع علامة على أربعة جوانب في اتجاه واحد ووضع علامة على الجانبين بطريقة أخرى: أسباب الخلفية تقودنا إلى توقع سقوط الزرد وجانب مواجه لأعلى ، لكن قوة هذا التوقع تنقسم بلا مبالاة عبر الأطراف الستة ، ويتم لم شملها أخيرًا وفقًا لعلامات النرد ، بحيث ينتهي بنا الأمر إلى توقع أن يكون أحدهما علامة أكثر من الآخر. هذا بشكل أساسي مقدمة لـ «احتمالية الأسباب»، حيث يميز هيوم ثلاثة «أنواع من الاحتمالات»: (1) «تجربة غير كاملة»، حيث لا يلاحظ الأطفال الصغار بما يكفي لتشكيل أي توقعات. (2) «الأسباب المعاكسة»، حيث لوحظ أن للحدث نفسه أسبابًا وتأثيرات مختلفة في ظروف مختلفة ، بسبب عوامل خفية. (3) القياس ، حيث نعتمد على تاريخ من الملاحظات التي تشبه الحالة الحالية بشكل ناقص. يركز على النوع الثاني من الاحتمالات (على وجه التحديد التفكير الانعكاسي حول مجموعة مختلطة من الملاحظات)، ويقدم تفسيرًا نفسيًا يشبه إلى حد كبير تفسير احتمالية الفرص: نبدأ بالدافع القائم على العرف لتوقع أن المستقبل سوف يشبه الماضي ، قسّمها عبر الملاحظات السابقة المعينة ، ثم (بالتفكير في هذه الملاحظات) أعد توحيد نبضات أي ملاحظات مطابقة ، بحيث يفضل التوازن النهائي للاعتقاد النوع الأكثر ملاحظة من الحالات.
تنتهي مناقشة هيوم للاحتمالات بقسم عن التحيزات المعرفية الشائعة ، بدءًا من تأثيرات الحداثة. أولاً ، كلما كان الحدث الذي نبحث عن سببه أو نتائجه مؤخرًا ، زاد إيماننا بالنتيجة. ثانيًا ، كلما زادت الملاحظات الحديثة التي نعتمد عليها ، كان إيماننا بالنتيجة أقوى. ثالثًا ، كلما كان خط التفكير أطول وأكثر انقطاعًا ، كلما ضعف إيماننا بالنتيجة. رابعًا ، يمكن أن تتشكل التحيزات غير العقلانية من خلال التعميم المفرط من التجربة: يتأثر الخيال بلا داع بأي «ظروف زائدة عن الحاجة» تمت ملاحظتها في كثير من الأحيان لمصاحبة الظروف المهمة بالفعل. وللمفارقة ، فإن الطريقة الوحيدة لتصحيح التأثير الضار «للقواعد العامة» هي اتباع قواعد عامة أخرى ، تتشكل من خلال التفكير في ظروف الحالة والقيود المعرفية لدينا. في جميع أنحاء هذا القسم ، يستخدم هيوم تفسيره عن «القوة والحيوية» للاعتقاد لتفسير هذه التأثيرات «غير الفلسفية» على تفكيرنا.

##### الأقسام 14-16
بعد أن أكمل وصفه للتفكير المحتمل ، عاد هيوم إلى الفكرة الغامضة للاتصال الضروري. وهو يرفض بعض المصادر المقترحة لهذه الفكرة: ليس من «الصفات المعروفة للمادة»، ولا من الله ، ولا من «صفة غير معروفة» للمادة ، ولا من قدرتنا على تحريك أجسادنا حسب الرغبة. لأن جميع الأفكار مستمدة من التجربة ، ولا نلاحظ بأي حال من الأحوال أي شيء مثل الارتباط الضروري الذي يربط السبب بالتأثير. لكن الفكرة تنشأ من الملاحظات المتكررة ، وبما أن مجرد التكرار لا يمكن أن ينتج أي شيء جديد في الأشياء نفسها ، فإن الفكرة يجب أن تنبثق من شيء جديد في أذهاننا. وهكذا يستنتج أن فكرة الاتصال الضروري مشتقة من الداخل: من الشعور الذي نختبره عندما يقوم العقل (المشروط بملاحظة متكررة) باستنتاج سببي. وعلى الرغم من أن استنتاجه صادم للفطرة السليمة ، إلا أن هيوم يفسره بعيدًا بالإشارة إلى أن «العقل لديه ميل كبير لنشر نفسه على الأشياء الخارجية». أخيرًا ، يقدم تعريفين لـ `` السبب '': أحدهما من حيث الأشياء (أي علاقات الأولوية والتواصل والارتباط المستمر)، والآخر من حيث العقل (أي الاستنتاج السببي الذي يصنعه عند ملاحظة شاء).
ينهي هيوم الجزء الثالث بقسمين موجزين. أولاً ، يقدم ثمانية قواعد لتحديد الأسباب الحقيقية تجريبياً: بعد كل شيء ، إذا تركنا التجربة جانباً ، «أي شيء قد ينتج أي شيء». ثانيًا ، يقارن العقل البشري بالعقل الحيواني ، وهي المقارنة التي تحسم قضية تفسيره النقابي للتفكير المحتمل: بعد كل شيء ، من الواضح أن الحيوانات قادرة على التعلم من التجربة من خلال التكييف ، ومع ذلك فمن الواضح أنها غير قادرة على أي تفكير معقد.

#### الجزء 4: من المتشككين وأنظمة الفلسفة الأخرى

##### الأقسام 1-2
يبدأ هيوم الجزء الرابع بالقول إن «كل المعرفة تتدهور إلى احتمالية»، بسبب احتمال الخطأ: حتى اليقين الصخري الصلب للرياضيات يصبح أقل من المؤكد عندما نتذكر أننا ربما ارتكبنا خطأ في مكان ما. لكن الأمور تزداد سوءًا: التفكير في قابلية الخطأ في أذهاننا ، والتفكير التلوي في قابلية الخطأ لهذا الانعكاس الأول ، وما إلى ذلك إلى ما لا نهاية ، يقلل في النهاية من الاحتمالية إلى شك كامل - أو على الأقل ، إذا كانت معتقداتنا تحكمها الفهم وحده. لكن وفقًا لهيوم ، فإن «انقراض الاعتقاد» هذا لا يحدث في الواقع: امتلاك المعتقدات هو جزء من الطبيعة البشرية ، وهو ما يؤكد فقط تفسير هيوم للاعتقاد بأنه «على نحو ملائم أكثر من كونه فعلًا حساسًا ، وليس الجزء العقلي من طبيعتنا». وعن سبب عدم غرقنا في الشك الكامل ، يجادل هيوم بأن العقل لديه كمية محدودة من «القوة والنشاط»، وأن هذا المنطق الصعب والغامض «يجهد الخيال»، «يعيق تتدفق العواطف والمشاعر». ونتيجة لذلك ، فإن الجدال المتشكك الدقيق للغاية غير قادر على التغلب على معتقداتنا وتدميرها.
بعد ذلك ، يأتي سرد مطول للغاية لسبب إيماننا بعالم مادي خارجي: أي لماذا نعتقد أن الأشياء لها وجود مستمر (موجود عندما لا يتم ملاحظته) ومتميز (موجود خارجي عن العقل ومستقل عنه). يعتبر هيوم ثلاثة مصادر محتملة لهذا الاعتقاد - الحواس ، والعقل ، والخيال. إنها ليست الحواس: من الواضح أنها غير قادرة على إبلاغنا بأي شيء موجود غير مرصود. ولا يمكنهم إخبارنا بالأشياء ذات الوجود المتميز: تقدم لنا الحواس تصورات حسية فقط ، مما يعني أنها لا تستطيع تقديمها على أنها تمثيلات لبعض الأشياء الأخرى ، ولا تقدمها كأشياء ذات وجود متميز (لأن الحواس غير قادرة على التعرف عليها) الذات الغامضة ، وتمييزها عنها ومقارنتها بإدراك الحس). وهذا ليس سببًا: حتى الأطفال والأغبياء يؤمنون بعالم خارجي ، وكلنا تقريبًا نأخذ تصوراتنا بسذاجة على أنها أشياء ذات وجود مستمر ومتميز ، وهو ما يتعارض مع العقل. لذلك يجب أن يأتي هذا الاعتقاد من الخيال.
لكن بعض انطباعاتنا فقط هي التي تولد الاعتقاد: أي الانطباعات مع الثبات (الثبات في المظهر بمرور الوقت) والتماسك (الانتظام في تغير المظاهر). وهكذا يطور هيوم تفسيرًا لكيفية قيام الخيال ، الذي يتغذى بانطباعات متماسكة وثابتة ، بإحداث الإيمان بالأشياء ذات الوجود المستمر (وبالتالي المتميز). بالنظر إلى الانطباعات المتماسكة ، لدينا طريقة واحدة فقط لحساب ملاحظاتنا بما يتوافق مع الخبرة السابقة: نشكل الافتراض بأن بعض الأشياء موجودة غير متصورة. وبما أن هذا يفترض انتظامًا أكثر مما هو موجود في الملاحظة السابقة ، فإن الاستدلال السببي وحده لا يستطيع تفسيره: وهكذا يستدعي هيوم ميل الخيال للاستمرار في أي "قطار من التفكير" بالقصور الذاتي ، مثل المطبخ الذي يتم تحريكه بواسطة المجاديف ". ولكن لشرح "صرح شاسع للغاية ، مثل ... الوجود المستمر لجميع الأجسام الخارجية"، يجد هيوم أنه من الضروري إدخال الثبات في حسابه ، على النحو التالي: (1) تتميز الهوية بأنها ثابتة ومتصلة بمرور الوقت . (2) نظرًا لأن العقل يميل إلى الخلط بين الأفكار المتشابهة بشكل وثيق ، فإنه من الطبيعي أن يخلط بين حالة الملاحظة المتقطعة لشيء ثابت وحالة الهوية الكاملة. (3) هذا المزيج من الهوية الكاملة والملاحظة المتقطعة يخلق تنافرًا معرفيًا يتم حله باختلاق الوجود المستمر. (4) يتم إحياء هذا الخيال في اعتقاد كامل من خلال "الانطباعات الحية" للذاكرة عن الشيء المرصود.
لكن هذا الاعتقاد الساذج في الوجود المستمر والمتميز لإدراكنا خاطئ ، كما يتضح بسهولة من خلال الملاحظات البسيطة. لذلك يميز الفلاسفة الإدراك العقلي عن الأشياء الخارجية. لكن هيوم يجادل بأن هذا «النظام الفلسفي للوجود المزدوج» لا يمكن أن ينشأ مباشرة من العقل أو الخيال. بدلا من ذلك ، هو «النسل الوحشي لمبدأين»، أي. إيماننا الساذج بالوجود المستمر والمتميز لتصوراتنا ، جنبًا إلى جنب مع استنتاجنا الأكثر انعكاسًا على أن الإدراكات يجب أن تعتمد على العقل. فقط من خلال المرور من خلال الاعتقاد الطبيعي الساذج أن الخيال يصنع هذا النظام الفلسفي «المبتكر التعسفي [المحرر]». وينتهي هيوم بالإعراب عن شكوك قوية حول أي نظام قائم على «مثل هذه الصفات التافهة للتخيل»، والتوصية بـ «الإهمال والانتباه» كعلاج وحيد للشك.

##### الأقسام 3-6
بعد ذلك ، يقدم هيوم نقدًا موجزًا لـ «الفلسفة القديمة» (الأرسطية التقليدية) و «الفلسفة الحديثة» (الفلسفة الميكانيكية لما بعد الثورة العلمية)، مع التركيز على المفاهيم المتنافسة بينهما للأشياء الخارجية. أما بالنسبة للخيالات غير المفهومة للفلسفة المضادة ، فيعتقد أنها يمكن أن تلقي مزيدًا من الضوء على علم النفس البشري. نبدأ بالتناقضات في «أفكارنا عن الأجساد»: بين رؤية الأجساد كحزم دائمة التغير من الصفات المميزة ، ورؤية الأجساد كوحدات بسيطة تحتفظ بهويتها عبر الزمن. نحن نصلح هذه التناقضات من خلال اختلاق «شيء غير معروف وغير مرئي» يكمن وراء التغيير ويوحد الصفات المميزة معًا: أي جوهر الميتافيزيقيا التقليدية. تتضمن الروايات المماثلة ، التي اختلقها الخيال لحل صعوبات مماثلة ، أشكالًا كبيرة وحوادث وصفات غامضة ، وكلها مصطلحات لا معنى لها تستخدم فقط لإخفاء جهلنا. ومع ذلك ، تدعي الفلسفة الحديثة أنها تتبرأ من «دوافع الخيال التافهة» وتتبع العقل القوي فقط (أو ، بالنسبة لهيوم ، «المبادئ الصلبة والدائمة والمتسقة للخيال»). «مبدأها الأساسي» هو أن الصفات الثانوية («الألوان ، والأصوات ، والأذواق ، والروائح ، والحرارة والبرودة») «ليست سوى انطباعات في العقل»، على عكس الصفات الأساسية («الحركة ، والتمدد ، والصلابة») الموجودة في الواقع. لكن هيوم يجادل بأن الصفات الأولية لا يمكن تصورها بمعزل عن الصفات الثانوية. وبالتالي ، إذا اتبعنا سببًا راسخًا واستبعدنا الأخير ، فسنضطر إلى التناقض مع حواسنا من خلال استبعاد الأول أيضًا ، وبالتالي إنكار العالم الخارجي بأكمله.
ثم يفحص هيوم "طبيعة العقل"، بدءًا من الجدل المادي-الثنائي حول جوهر العقل. إنه يرفض السؤال برمته باعتباره "غير مفهوم"، لأنه ليس لدينا أي انطباع (وبالتالي ليس لدينا فكرة) عن أي مادة ، كما أن تعريف "الجوهر" على أنه شيء قد يكون موجودًا في حد ذاته لا يساعد (كل من تصوراتنا ، كما يجادل هيوم ، ثم تعتبر مادة مميزة). بالانتقال إلى مسألة "الارتباط المحلي" بين العقل والمادة ، فإنه يفكر ويؤيد الحجة المناهضة للمادية التي تسأل كيف يمكن للأفكار والمشاعر غير الممتدة أن تلتصق في مكان ما بمادة ممتدة مثل الجسم. يقدم هيوم بعد ذلك وصفًا نفسيًا لكيفية استغراقنا في مثل هذه الأوهام (في مثاله ، يوجد التين والزيتون على طرفي نقيض من الطاولة ، ونفترض خطأً أن طعم التين الحلو في مكان واحد والزيتون المر تذوق أن تكون في الآخر)، بحجة أن التصورات غير الممتدة يجب أن توجد بطريقة ما دون أن يكون لها موقع. لكن المشكلة المعاكسة تنشأ عند الثنائيين: كيف يمكن أن ترتبط التصورات الموسعة (للأشياء الممتدة) بمادة بسيطة؟ في الواقع ، يضيف هيوم واغيش ، هذه هي المشكلة نفسها التي يضغط عليها اللاهوتيون عادةً ضد الميتافيزيقيا الطبيعية لسبينوزا: وبالتالي إذا تمكن اللاهوتيون من حل مشكلة التصورات الموسعة التي تنتمي إلى مادة بسيطة ، فإنهم يمنحون "ذلك الملحد الشهير" سبينوزا حلاً. لمشكلة الأجسام الممتدة كأنماط لمادة بسيطة. أخيرًا ، يفحص هيوم العلاقات السببية ، مجادلًا نيابة عن الماديين بأن ملاحظاتنا عن الارتباطات المنتظمة بين العقل والجسم كافية لإظهار الاعتماد السببي للعقل على الجسد ، وأنه "نظرًا لأننا" لا نعقل أبدًا أي ارتباط بين الأسباب والتأثيرات "بشكل عام ، فإن عدم قدرتنا على اكتشاف أي علاقة مسبقة بين العقل والجسد لا تفعل شيئًا لإظهار الاستقلال السببي.
أخيرًا ، يعلق هيوم على موضوع الهوية الشخصية. من المعروف أنه يدعي أن التجربة الاستبطانية لا تكشف شيئًا مثل الذات (أي ، مادة عقلية ذات هوية وبساطة)، ولكن فقط مجموعة دائمة التغير من التصورات الخاصة. ولذا فهو يقدم تفسيرًا نفسيًا لسبب إيماننا بالهوية الشخصية ، بحجة أن «الهوية ، التي ننسبها لعقل الإنسان ، ليست سوى هوية وهمية ، ومن نفس النوع مع تلك التي ننسبها للخضروات والحيوان. جثث». يبدأ حساب هيوم بميلنا إلى الخلط بين الأفكار المتشابهة ولكن المتناقضة ، أي. فكرة «الهوية الكاملة» وفكرة «تعاقب الأشياء ذات الصلة»، وهي سخافة نبررها عن طريق «خيال ، إما بشيء ثابت وغير متقطع ، أو بشيء غامض لا يمكن تفسيره ، أو على الأقل .. . الميل لمثل هذه التخيلات». بعد ذلك ، يجادل بأن الأشياء اليومية التي ننسبها للهوية (على سبيل المثال ، الأشجار ، البشر ، الكنائس ، الأنهار) هي في الواقع «مثل تتكون من سلسلة مترابطة من الأشياء ، مرتبطة ببعضها البعض عن طريق التشابه ، والتواصل ، أو السببية»: وبالتالي فإننا نغفل تغييرات طفيفة نسبيًا ، خاصة عندما تكون بطيئة وتدريجية ، وخاصة عندما تكون مرتبطة «بنهاية أو غرض مشترك» أو «تعاطف الأجزاء مع نهايتها المشتركة». بتطبيق كل هذا على الهوية الشخصية ، يجادل بأنه نظرًا لأن جميع تصوراتنا تختلف عن بعضها البعض ، وبما أننا «لا نلاحظ أبدًا أي ارتباط حقيقي بين الأشياء»، فإن تصوراتنا مرتبطة ببعضها البعض فقط من خلال العلاقات الطبيعية للتشابه (في الجزء الذي تنتجه الذاكرة) والسببية (تكتشفه الذاكرة فقط). وبالتالي ، وبغض النظر عن التخيلات التي نخترعها ، فإن الأسئلة المتعلقة بالهوية الشخصية ضبابية للغاية بحيث لا يمكن الإجابة عليها بدقة.

##### القسم 7
أنهى هيوم الكتاب الأول بفاصلة متشككة للغاية. قبل أن يواصل «تشريحه الدقيق للطبيعة البشرية» في الكتابين 2 و 3، يتأمل بقلق: «خطر» الثقة بملكاته الضعيفة ، جنبًا إلى جنب مع «العزلة» المتمثلة في ترك الرأي الراسخ ، اجعل «شجاعته الجريئة» تبدو متهورة . كل تفكيره مبني على مبادئ التخيل «التي تبدو ... تافهة» («الذاكرة ، الحواس ، والفهم ، لذلك ، كلها مبنية على الخيال ، أو حيوية أفكارنا»)، والتي تترك نحن متشابكون للغاية في تناقضات لا يمكن حلها ، ونجهل بشكل مفزع للصلات السببية. وكم يجب أن نثق بخيالنا؟ هنا معضلة تلوح في الأفق: إذا اتبعنا الخيال أينما يقودنا ، فسينتهي بنا الأمر إلى سخافات سخيفة ؛ إذا اتبعنا فقط «خصائصه العامة والأكثر ثباتًا»، فإننا نغرق في شك كامل. كما كتب هيوم: «لم يتبق أمامنا أي خيار سوى بين سبب خاطئ ولا شيء على الإطلاق». في مواجهة هذه المعضلة ، نميل إلى نسيانها والمضي قدمًا ، على الرغم من أن هيوم يجد نفسه على وشك الانهيار الفكري. لحسن الحظ ، تتدخل الطبيعة البشرية لإنقاذه: «أنا أتناول الطعام ، ألعب لعبة المقامة الخلفية ، أتحدث ، وأفرح مع أصدقائي ؛ وعندما بعد ثلاث أو أربع ساعات من التسلية ، سأعود إلى هذه التخمينات ، تبدو باردة جدًا ، ومجهدة ، ومضحكة ، لدرجة أنني لا أجدها في قلبي لأدخلها بعيدًا». وفي وقت لاحق ، عندما كان «يتعب من التسلية والرفقة»، عاود فضوله الفكري وطموحه الأكاديمي الظهور على السطح وقاده إلى الفلسفة. وبما أنه لا يمكن لأي إنسان أن يقاوم التفكير في الأمور المتعالية على أي حال ، فقد نتبع الفلسفة بدلاً من الخرافات ، «لأن الأخطاء في الدين بالمعنى الحرفي خطيرة ؛ تلك الموجودة في الفلسفة سخيفة فقط». في النهاية ، لا يزال هيوم يأمل في أن يتمكن من «المساهمة قليلاً في تقدم المعرفة» من خلال المساعدة في إعادة توجيه الفلسفة لدراسة الطبيعة البشرية - وهو مشروع أصبح ممكنًا من خلال إخضاع حتى شكوكه المتشككة إلى شك سليم.

### الكتاب الثاني: عن الأهواء

#### الجزء الأول: العزة والتواضع

##### الأقسام 1-6
يبدأ هيوم بالتذكير بالتمييز في الكتاب الأول بين انطباعات الإحساس («الانطباعات الأصلية» الناشئة عن أسباب جسدية خارج العقل) وانطباعات الانعكاس («الانطباعات الثانوية»، الناشئة عن تصورات أخرى داخل العقل)، ودراسة الحالة الأخيرة فقط. يقسم هذه «الانطباعات الانعكاسية» - «العواطف ، والمشاعر الأخرى التي تشبهها» - إلى «الهدوء والعنف» (المشاعر غير المحسوسة تقريبًا من «الجمال والتشوه»، والعواطف المضطربة التي نشعر بها بقوة أكبر) وإلى «مباشرة وغير مباشر»(اعتمادًا على مدى تعقيد القصة السببية الكامنة وراءهما). الكبرياء والتواضع عواطف غير مباشرة ، ورواية هيوم للإثنين هي عرضه الرائد للآليات النفسية المسؤولة عن المشاعر غير المباشرة.
نظرًا لأنه لا يمكننا وضع الشعور بالعاطفة في كلمات ، فإن هيوم يحدد المشاعر من خلال أسبابها وتأثيراتها المميزة. سبب الشغف هو ما يستدعي الشغف: على سبيل المثال ، الكبرياء يمكن أن يكون بسبب منزل المرء الجميل. يمكن تقسيم السبب إلى الموضوع نفسه (على سبيل المثال ، منزل المرء) ونوعية الموضوع الذي «يعمل على المشاعر» (على سبيل المثال ، جمال منزل المرء). الهدف من الشغف هو ما يوجهه الشغف في النهاية: الكبرياء والتواضع موجهان نحو الذات. كل من الموضوع والسبب لهما أساس في الطبيعة البشرية: وفقًا لهيوم ، يتم تحديد موضوع هذه المشاعر من خلال الدستور الأساسي لعلم النفس البشري (يستخدم هيوم المصطلح «أصلي»)، في حين يتم تحديد أسبابها من خلال مجموعة أكثر عمومية من آليات نفسية قابلة للتكيف («طبيعية» ولكنها ليست أصلية).
يعتمد حساب هيوم على ثلاث آليات. أولاً ، «ترابط الأفكار»: يميل العقل إلى الانتقال من فكرة إلى أخرى ترتبط بها بشكل طبيعي. ثانيًا ، «ارتباط الانطباعات»: يميل العقل إلى الانتقال من شغف إلى شغف آخر يشبهه في الشعور (على سبيل المثال ، من الفرح إلى الحب). ثالثًا ، «مساعدتهم المتبادلة»: إذا شعرنا بشغف تجاه شيء ما ، فسنميل إلى الشعور بشغف مشابه تجاه شيء آخر مرتبط به بشكل طبيعي (على سبيل المثال ، من الغضب على شخص ما إلى نفاد الصبر على شخص قريب). بتطبيق كل هذا على الكبرياء ، يجادل هيوم بأن الإحساس اللطيف بالفخر ، الموجه نحو أنفسنا ، يميل بشكل طبيعي إلى استدعاء عندما ينتج شيء مرتبط بشكل طبيعي بأنفسنا إحساسًا لطيفًا خاصًا به. وبالمثل مع التواضع: عندما ينتج عن شيء مرتبط بشكل طبيعي بأنفسنا إحساسًا مزعجًا خاصًا به ، فإنه يميل إلى جعلنا نخجل من أنفسنا. وبالتالي فإن هذه المشاعر غير المباشرة هي نتاج «العلاقة المزدوجة بين الانطباعات والأفكار».
يُكمل هيوم روايته بخمسة «قيود». أولاً ، من أجل إنتاج الكبرياء أو التواضع ، يجب أن تكون علاقة الأفكار وثيقة نسبيًا. ثانيًا ، لأن أحكامنا تتأثر بشدة بـ «المقارنة»، يجب أن تنطبق هذه العلاقة فقط على أنفسنا أو على عدد قليل من الآخرين. ثالثًا ، يجب أن يكون سبب الكبرياء أو التواضع شيئًا واضحًا لأنفسنا وللآخرين. رابعًا ، يجب أن تكون هذه القضية طويلة الأمد. خامسًا ، القواعد العامة لها تأثير قوي على عواطفنا ، مما يؤدي بنا إلى التغاضي عن الانحرافات العرضية.

##### الأقسام 7-10
في الأقسام الثلاثة التالية ، يضع هيوم روايته على المحك من خلال فحص ثلاثة أسباب للفخر والتواضع: صفات عقل المرء ، وجسده ، والأشياء الخارجية. أولاً ، صفات العقل: فضائلنا ورذائلنا. نقطة هيوم الرئيسية هنا هي أنه مهما كانت الطبيعة الحقيقية للتقييم الأخلاقي ، سواء أكان الأمر يتعلق بعلم النفس الأخلاقي الفطري (وجهة نظر هيوم) ، أو بدلاً من ذلك المصلحة الذاتية والتدريب الثقافي (وجهة نظر هوبز وماندفيل) ، فإن روايته سوف أصمد. ففي كلتا النظريتين ، تنتج الفضائل إحساسًا لطيفًا خاصًا بها وتؤدي إلى إحساس مؤلم خاص بها. بعد ذلك تأتي صفات الجسد: الجمال الجسدي والتشوه. النقطة الرئيسية هنا هيوم هي أن جمال أو تشوه بنية شيء ما ليس أكثر من قدرته على إنتاج المتعة أو الألم فينا. للاعتراض على أنه على الرغم من أن الصحة والمرض ينتجان اللذة والألم فينا ، إلا أنهما ليسا مصدر فخر أو تواضع ، يتذكر أن هذه المشاعر تتطلب سببًا طويل الأمد يتعلق بنا فقط أو ببضعة أشخاص آخرين - وبالتالي سجل طويل من في الواقع ، يمكن أن تكون الحالة الصحية السيئة بشكل استثنائي مصدرًا للخزي. أخيرًا ، يفحص هيوم صفات الأشياء الخارجية المتعلقة بنا. على الرغم من أن العلاقة الطبيعية للتشابه لها تأثير ضئيل ، كما يشرح ، فإن الأشياء الخارجية لا تسبب الكبرياء أو التواضع بدون علاقة ما بالتواصل أو السببية - وهي حقيقة يأخذها لتأكيد روايته الشاملة. بعد بعض الرسوم التوضيحية البسيطة ، يشرح هيوم سبب تضخم الفخر بأسلاف المرء عندما تتمتع الأسرة بحيازة الأرض دون انقطاع ، وعندما تنتقل من ذكر إلى ذكر (كلتا الحالتين ، كما يدعي ، تعمل على تقوية علاقة الأفكار).
يخصص هيوم قسمًا كاملاً لـ «الملكية والثروات». تستوعب روايته الملكية بسهولة: يعرّفها على أنها استخدام خاص يتوافق مع قوانين العدالة ، ويجادل بأن (سواء كانت العدالة فضيلة طبيعية أو مصطنعة) تربط عقولنا بشكل طبيعي بين المالكين وممتلكاتهم ، ويلاحظ أن كل الأشياء «مفيدة ، جميلة أو من المستغرب» استدعاء الفخر في صاحبها. لكن من الأصعب استيعاب الثروات: أي مجرد القدرة على اكتساب وسائل الراحة في الحياة. بالنسبة لتفسير هيوم السابق للسببية ، فقد ألغى التمييز بين القوة وممارسة القوة ، وكذلك فكرة القوة غير المُمارسَة - وكيف يمكنني أن أفتخر بمجرد العملات المعدنية والورق بدون هذه الفكرة؟ يجد هيوم طريقتين لشيء مثل القوة غير المتمرسة للتأثير على عواطفنا: أولاً ، تنبؤات السلوك البشري (غائبة «دوافع قوية») مليئة بعدم اليقين ، ويمكن أن نتلقى متعة أو قلقًا استباقيًا من ممارسة السلطة المحتملة أو الممكنة فقط (مؤقتًا) التفكير من سلوكنا السابق لتخمين ما يمكننا فعله) ؛ ثانيًا ، يقدم «الإحساس الزائف بالحرية» جميع مسارات العمل الممكنة قدر الإمكان تمامًا بالنسبة لنا ، مما يمنحنا متعة استباقية لا علاقة لها بأي منطق من التجربة. يختتم هيوم حديثه بالإشارة إلى الفخر الذي نكتسبه في السلطة على الآخرين ، وهو فخر يعززه مقارنة حالتنا بحالتهم (وبالتالي فإن البشر أكثر فخراً بامتلاك البشر الآخرين من امتلاك آلات متطورة).

##### الأقسام 11-12
يضيف القسم التالي من هيوم نوعًا جديدًا من أسباب الفخر والتواضع: أي السمعة و «سبب ثانوي» يرتكز على آلية التعاطف البالغة الأهمية. بالنسبة لهيوم ، فإن التعاطف مع الآخرين ، أو «التواصل»، هو تلك الآلية التي نميل من خلالها بشكل طبيعي إلى تلقي ومشاركة مشاعر وآراء أولئك الذين نشعر بأنهم قريبون منهم. نبدأ بملاحظة «العلامات الخارجية» (على سبيل المثال ، الابتسام أو التحدث) وتشكيل فكرة عن مشاعر الآخرين. نظرًا لأن مفهومنا الحي للغاية عن أنفسنا سوف يميل إلى إحياء أي فكرة ذات صلة ، فكلما اقتربت العلاقة بيننا وبين الشخص الآخر ، كانت فكرتنا عن مشاعرهم أكثر وضوحًا. وإذا كانت هذه العلاقة وثيقة بما فيه الكفاية ، فسننتهي في الواقع إلى الشعور بشغفهم أو تصديق رأيهم: أي أن فكرتنا عن شغفهم أو رأيهم ستنمو بشكل حيوي بحيث تصبح العاطفة أو الرأي نفسه. يعكس هذا تفسير هيوم السابق للتفكير السببي: تتحرك كلتا العمليتين على طول العلاقات الطبيعية الثلاث ، وتوجه قوة وحيوية التصورات الحية إلى أفكار باهتة ، وتنشيطها إلى تصورات أقوى بكثير.
يتابع هيوم أن الكبرياء أو الخزي في سمعة المرء ينبع في المقام الأول من آراء الآخرين التي يتعاطفون معها. لكن هناك عوامل إضافية تلعب دورًا: قد يُنظر إلى الآخرين على أنهم حكم جيد على الشخصية («السلطة») ، كما أن مسألة تقدير الذات للفرد يتم تعزيزها عاطفيًا وقادرة على إثارة الاحترام الواعي لآراء الآخرين . يشرح الحساب الناتج الملاحظات المختلفة: لماذا يتأثر الكبرياء بشكل أكبر بآراء بعض الأشخاص (أولئك الذين نحب شخصيتهم ، أو الذين نحترم حكمهم ، أو الذين عرفناهم لفترة طويلة) ، وأقل من خلال الآراء التي نعرف أنها خاطئة (وبالتالي لا يمكن أن تشارك في). ينهي هيوم بتوضيح روايته وتأكيدها بمثال ملموس (أي رجل من عائلة من الدرجة العالية وقع في أوقات عصيبة لمغادرة المنزل للقيام بأعمال يدوية في مكان آخر) ، والنظر في بعض الاعتراضات البسيطة.
في القسم الأخير ، يسعى هيوم إلى تأكيد روايته الشاملة للفخر والتواضع من خلال تطبيقه على الحيوانات. باتباع نموذج علماء التشريح ، الذين يختبرون الفرضيات من خلال فحص الهياكل المماثلة في البشر والحيوانات ، يجادل هيوم بأنه يمكن ملاحظة الحيوانات لإظهار الفخر والتواضع ، وأن الأسباب متشابهة إلى حد كبير (أي الصفات المرضية للجسم) ، وأن الحيوانات لديها الآليات النفسية المطلوبة (أي ، ترابط الأفكار ، وترابط الانطباعات).

#### الجزء الثاني: عن الحب والكراهية

##### الأقسام 1-3
إن معاملة هيوم للحب والكراهية تشبه إلى حد كبير معاملته للفخر والتواضع: كل هذه المشاعر الأربعة هي عواطف غير مباشرة تنتجها علاقة مزدوجة من الانطباعات والأفكار. عندما يبدأ الجزء الثاني ، يميز مرة أخرى الشيء عن السبب ، والجودة من الموضوع ؛ في حين أن الكبرياء والتواضع موجهان إلى الذات ، والحب والبغضاء موجهان إلى «شخص آخر». كما في السابق ، هناك حاجة لعلاقة أفكار بين سبب الحب أو الكراهية والشخص المحبوب أو المكروه ، وعلاقة الانطباعات بين السبب (بإحساس لطيف أو غير سار خاص به) والحب أو الكراهية الناتجة. وبما أن الكبرياء والحب مرتبطان ارتباطًا وثيقًا (كما يلاحظ هيوم ، فإننا نسعى لكسب حب الآخرين من خلال عرض الصفات التي نفخر بها) ، يمكن ببساطة نقل الحجج الواردة في الجزء الأول.
في سلسلة من ثماني «تجارب»، يختبر هيوم روايته مقابل الملاحظات المستمدة من الحياة العادية. تؤكد التجارب الأربعة الأولى ببساطة أن المشاعر غير المباشرة الأربعة تنشأ فقط استجابة لشيء ممتع أو غير سار يتعلق بشخص ما: الأشياء المحايدة تمامًا (مثل الحجر العادي) والأشياء المتعلقة بأي شخص (على سبيل المثال ، بيئة غير مألوفة) لن تكون أبدًا تنتج الكبرياء أو التواضع أو الحب أو الكراهية. تركز التجارب الأربعة الأخيرة على مدى سهولة الانتقال من شغف إلى آخر. كما يتنبأ حساب هيوم ، فإننا ننتقل بسهولة من الحب والكراهية إلى الكبرياء والتواضع: على سبيل المثال ، يمكنني أن أفخر بعلاقي بشخص آخر يتمتع بصفات محبوبة. لكن الغريب أن العكس لا يصدق: على سبيل المثال ، اعتزازي بصفاتي الخاصة لن يقودني إلى حب شخص آخر لعلاقته بي. لشرح ذلك ، يجادل هيوم بأن الخيال يواجه صعوبة في الانتقال من الأفكار الحية إلى الأفكار الغامضة (على سبيل المثال ، من فكرة الذات إلى فكرة شخص آخر). بعد ذلك ، كما يتنبأ حساب هيوم أيضًا ، ننتقل بسهولة من حب شخص واحد إلى حب الآخرين المرتبطين بهذا الشخص. لكن الانتقال يكون أسهل عندما «ننزل» من الأكبر إلى الأصغر: على سبيل المثال ، «من الطبيعي بالنسبة لنا أن نحب الابن على حساب الأب ، من الأب بسبب الابن». ومع ذلك ، فإن للخيال اتجاه معاكس: على سبيل المثال ، الانتقال بسهولة من أقمار المشتري إلى المشتري نفسه. لحل هذه الصعوبة ، يجادل هيوم بأنه من الأسهل على العواطف إجراء تغييرات طفيفة (إضافة في حب شخص أقل صلة) من التغييرات الرئيسية (إضافة في حب شخص أعظم ذي صلة) ، وأن العواطف «هي مبدأ أقوى من الخيال». أخيرًا ، يعترف هيوم بحالة يمكننا فيها الانتقال بسهولة من الكبرياء إلى الحب: «عندما يكون سبب الفخر والتواضع في شخص آخر»، على سبيل المثال عندما يثير مديحك لي كبريائي وينتهي بي الأمر بحبك لذلك. لكن هذا الاستثناء يؤكد فقط رواية هيوم: بما أن الشغف الأول ينشأ من الشخص الآخر ، فإننا ننتقل بسهولة إلى شغف موجه إلى نفس الشخص.
ثم يواجه هيوم اعتراضًا: يتجاهل حسابه النية ، ويجعلنا نحب أو نكره أولئك الذين يجلبون لنا المتعة أو الألم حتى عندما يكون هذا غير مقصود تمامًا. رداً على ذلك ، يصر هيوم على أن الصفات غير المرتبطة بالعمل المتعمد يمكن أن تثير الحب أو الكراهية حقًا ، طالما أن الصفات «ثابتة ومتأصلة في شخص [شخص ما] وشخصيته»: على سبيل المثال ، كره شخص لقبحه أو غبائه. مع الأفعال المنفردة ، تكون النية مهمة: فهي «تربط (الفعل) بالشخص» ويمكنها أيضًا تضخيم المتعة أو عدم الرضا في الفعل ، في حين أن الأفعال «غير الطوعية والعرضية تمامًا» لا تثير سوى عواطف خفيفة أو قصيرة العمر . في توضيح آخر ، يعتبر هيوم رد فعلنا العاطفي تجاه أولئك الذين يؤذوننا من دوافع مبررة تمامًا (على سبيل المثال ، القضاة والمنافسون): على الرغم من أننا لن نكرههم إذا كنا عقلانيين ، فإننا غالبًا ما نكرههم على أي حال ، حتى أننا نخترع أسبابًا لكرههم .